# Эстония на зимних Олимпийских играх 2018
Эстония на зимних Олимпийских играх 2018 года была представлена 21 спортсменом в 3 видах спорта. Знаменосцем сборной Эстонии на открытии Игр была выбрана 23-летняя конькобежка Саския Алусалу. Ей же доверили право нести национальный флаг на церемонии закрытия Олимпийских игр. По итогам соревнований эстонские спортсмены на вторых Играх подряд не смогли завоевать ни одной олимпийской медали.

## Состав сборной
Биатлон
1. Рене Захна
2. Каури Кыйв
3. Роланд Лессинг
4. Калев Эрмитс
5. Йоханна Талихярм

 Горнолыжный спорт
1. Тормис Лайне
2. Анна Лотта Йыгева

 Конькобежный спорт
1. Мартен Лийв
2. Саския Алусалу

 Лыжное двоеборье
1. Кристьян Илвес
2. Карл-Аугуст Тийрмаа

 Лыжные гонки
1. Андреас Веэрпалу
2. Марко Кильп
3. Алго Кярп
4. Райдо Рянкель
5. Карел Таммъярв
6. Татьяна Маннима

 Прыжки на лыжах с трамплина
1. Артти Айгро
2. Кевин Мальцев
3. Мартти Нымме

Также на Игры были заявлены биатлонист Йохан Талихярм и лыжница Анетте Веэрпалу, но они не выступили ни в одной из олимпийских дисциплин.

## Результаты соревнований

### Биатлон
Большинство олимпийских лицензий на Игры 2018 года были распределены по результатам выступления стран в зачёт Кубка наций в рамках Кубка мира 2016/2017. По его результатам мужская сборная Эстонии заняла 19-е место, благодаря чему заработала 5 олимпийских лицензий, а женская сборная, занявшая 23-е место осталась без олимпийских квот. При этом в одной дисциплине страна может выставить не более четырёх биатлонистов. Впоследствии по итогам индивидуального квалификационного отбора олимпийскую лицензию смогла завоевать Йоханна Талихярм. На Игры в Пхёнчхане в составе сборной Эстонии также был заявлен Йохан Талихярм, однако он так и не принял участие в соревнованиях.
Мужчины
| Соревнование         | Спортсмены                                        | Стрельба                             | Время                                     | Место          | Отставание                              |
| -------------------- | ------------------------------------------------- | ------------------------------------ | ----------------------------------------- | -------------- | --------------------------------------- |
| спринт               | Калев Эрмитс                                      | 2+0                                  | 25:07,2                                   | 36             | +1:28,4                                 |
| спринт               | Роланд Лессинг                                    | 1+1                                  | 25:19,7                                   | 41             | +1:40,9                                 |
| спринт               | Рене Захна                                        | 1+2                                  | 26:19,9                                   | 75             | +2:41,1                                 |
| спринт               | Каури Кыйв                                        | 2+1                                  | 26:23,3                                   | 76             | +2:44,5                                 |
| гонка преследования  | Калев Эрмитс                                      | 1+3+0+2                              | 37:43,0                                   | 41             | +4:51,3                                 |
| гонка преследования  | Роланд Лессинг                                    | 2+1+3+1                              | 38:54,4                                   | 53             | +6:02,7                                 |
| индивидуальная гонка | Калев Эрмитс                                      | 1+0+1+0                              | 51:43,6                                   | 32             | +3:39,8                                 |
| индивидуальная гонка | Рене Захна                                        | 1+1+1+1                              | 54:20,1                                   | 65             | +6:16,3                                 |
| индивидуальная гонка | Каури Кыйв                                        | 0+0+0+3                              | 54:36,4                                   | 68             | +6:32,6                                 |
| индивидуальная гонка | Роланд Лессинг                                    | 0+1+2+1                              | 54:46,0                                   | 70             | +6:42,2                                 |
| эстафета 4×7,5 км    | Рене Захна Калев Эрмитс Роланд Лессинг Каури Кыйв | 3+15 0+2 0+2 0+0 1+3 1+3 0+2 0+0 1+3 | 1:22:26,4 19:32,7 20:05,6 21:12,2 21:35,9 | 13 11 13 12 13 | +7:09,9 +1:09,1 +2:03,7 +4:28,6 +7:09,9 |

Женщины
| Соревнование         | Спортсмены       | Стрельба | Время   | Место | Отставание |
| -------------------- | ---------------- | -------- | ------- | ----- | ---------- |
| спринт               | Йоханна Талихярм | 0+1      | 22:27,0 | 22    | +1:20,8    |
| гонка преследования  | Йоханна Талихярм | 0+1+2+1  | 33:34,7 | 26    | +2:59,4    |
| индивидуальная гонка | Йоханна Талихярм | 1+2+0+0  | 46:44,0 | 50    | +5:36,8    |

### Коньковые виды спорта

#### Конькобежный спорт
По сравнению с прошлыми Играми в программе конькобежного спорта произошёл ряд изменений. Были добавлены соревнвнования в масс-старте, где спортсменам необходимо будет преодолеть 16 кругов, с тремя промежуточными финишами, набранные очки на которых помогут в распределении мест, начиная с 4-го. Также впервые с 1994 года конькобежцы будут бежать дистанцию 500 метров только один раз. Распределение квот происходило по итогам первых четырёх этапов Кубка мира. По их результатам был сформирован сводный квалификационный список, согласно которому сборная Эстонии стала обладателем двух олимпийских квот. Олимпийские лицензии для страны завоевали Мартен Лийв и Саския Алусалу. Также Алусалу принесла первую в истории Эстонии женскую квоту в конькобежном спорте.
Мужчины
Индивидуальные гонки
| Соревнование | Спортсмены  | Результат | Место | Отставание |
| ------------ | ----------- | --------- | ----- | ---------- |
| 1000 метров  | Мартен Лийв | 1:09,75   | 18    | +1,80      |
| 1500 метров  | Мартен Лийв | 1:50,23   | 33    | +6,22      |

Женщины
Масс-старт
| Соревнование | Спортсмены     | Полуфинал | Полуфинал | Полуфинал | Полуфинал | Полуфинал | Финал | Финал | Финал   | Финал |
| Соревнование | Спортсмены     | Забег     | Круги     | Очки      | Время     | Место     | Круги | Очки  | Время   | Место |
| ------------ | -------------- | --------- | --------- | --------- | --------- | --------- | ----- | ----- | ------- | ----- |
| масс-старт   | Саския Алусалу | 2         | 16        | 3         | 8:35,58   | 7 Q       | 16    | 15    | 8:47,46 | 4     |

### Лыжные виды спорта

#### Горнолыжный спорт
Квалификация спортсменов для участия в Олимпийских играх осуществлялась на основании специального квалификационного рейтинга FIS по состоянию на 21 января 2018 года. При этом НОК для участия в Олимпийских играх мог выбрать только того спортсмена, который вошёл в топ-500 олимпийского рейтинга в своей дисциплине, и при этом имел определённое количество очков, согласно квалификационной таблице. Страны, не имеющие участников в числе 500 сильнейших спортсменов, могли претендовать только на квоты категории «B» в технических дисциплинах. По итогам квалификационного отбора сборная Эстонии завоевала мужскую олимпийскую лицензию категории «A» и женскую категории «B».
Мужчины
| Соревнование      | Спортсмены   | 1 спуск | 1 спуск | 2 спуск | 2 спуск | Всего   | Место | Отставание |
| Соревнование      | Спортсмены   | Время   | Место   | Время   | Место   | Всего   | Место | Отставание |
| ----------------- | ------------ | ------- | ------- | ------- | ------- | ------- | ----- | ---------- |
| слалом            | Тормис Лайне | DNF     | DNF     | DNF     | DNF     | DNF     | DNF   | DNF        |
| гигантский слалом | Тормис Лайне | 1:15,70 | 50      | 1:15,18 | 39      | 2:30,88 | 40    | +12,84     |

Женщины
| Соревнование      | Спортсмены        | 1 спуск | 1 спуск | 2 спуск | 2 спуск | Всего   | Место | Отставание |
| Соревнование      | Спортсмены        | Время   | Место   | Время   | Место   | Всего   | Место | Отставание |
| ----------------- | ----------------- | ------- | ------- | ------- | ------- | ------- | ----- | ---------- |
| слалом            | Анна Лотта Йыгева | 1:00,90 | 52      | 59,61   | 49      | 2:00,51 | 48    | +21,88     |
| гигантский слалом | Анна Лотта Йыгева | DNF     | DNF     | DNF     | DNF     | DNF     | DNF   | DNF        |

#### Лыжное двоеборье
Лыжное двоеборье остаётся единственной олимпийской дисциплиной в программе зимних Игр, в которой участвуют только мужчины. Квалификация спортсменов для участия в Олимпийских играх осуществлялась на основании специального квалификационного рейтинга FIS по состоянию на 21 января 2018 года. По итогам квалификационного отбора эстонские двоеборцы завоевали две олимпийские лицензии.
Мужчины
| Соревнование              | Спортсмены          | Прыжки с трамплина | Прыжки с трамплина | Лыжная гонка | Лыжная гонка | Лыжная гонка | Итоговое время | Место | Отставание |
| Соревнование              | Спортсмены          | Результат          | Место              | Гандикап     | Результат    | Место        | Итоговое время | Место | Отставание |
| ------------------------- | ------------------- | ------------------ | ------------------ | ------------ | ------------ | ------------ | -------------- | ----- | ---------- |
| нормальный трамплин/10 км | Кристьян Илвес      | 112,8              | 9                  | +1:11        | 25:52,3      | 38           | 27:03,3        | 16    | +2:11,9    |
| нормальный трамплин/10 км | Карл-Аугуст Тийрмаа | 68,9               | 43                 | +4:07        | 25:58,2      | 41           | 30:05,2        | 43    | +5:13,8    |
| большой трамплин/10 км    | Кристьян Илвес      | 114,0              | 16                 | +1:40        | 25:28,3      | 40           | 27:08,3        | 28    | +3:15,8    |
| большой трамплин/10 км    | Карл-Аугуст Тийрмаа | 89,3               | 34                 | +3:18        | 26:44,0      | 47           | 30:02,0        | 45    | +6:09,5    |

#### Лыжные гонки
Квалификация спортсменов для участия в Олимпийских играх осуществлялась на основании специального квалификационного рейтинга FIS по состоянию на 21 января 2018 года. Для получения олимпийской лицензии категории «A» спортсменам необходимо было набрать максимум 100 очков в дистанционном рейтинге FIS. При этом каждый НОК может заявить на Игры 1 мужчину и 1 женщины, если они выполнили квалификационный критерий «B», по которому они смогут принять участие в спринте и гонках на 10 км для женщин или 15 км для мужчин. По итогам квалификационного отбора сборная Эстонии завоевала 4 олимпийские лицензии категории «A», а после перераспределения квот получила ещё три.
Мужчины
Дистанционные гонки
| Соревнование              | Спортсмены                                              | Результат                                 | Место    | Отставание                              |
| ------------------------- | ------------------------------------------------------- | ----------------------------------------- | -------- | --------------------------------------- |
| 15 км свободным стилем    | Карел Таммъярв                                          | 35:29,4                                   | 22       | +1:45,5                                 |
| 15 км свободным стилем    | Андреас Веэрпалу                                        | 37:16,2                                   | 58       | +3:32,3                                 |
| 15 км свободным стилем    | Райдо Рянкель                                           | 37:21,9                                   | 59       | +3:38,0                                 |
| скиатлон 15+15 км         | Карел Таммъярв                                          | 1:19:25,2                                 | 32       | +3:05,2                                 |
| скиатлон 15+15 км         | Андреас Веэрпалу                                        | 1:22:11,4                                 | 47       | +5:51,4                                 |
| 50 км классическим стилем | Алго Кярп                                               | 2:13:45,7                                 | 17       | +5:23,6                                 |
| 50 км классическим стилем | Андреас Веэрпалу                                        | 2:21:13,2                                 | 38       | +12:51,1                                |
| эстафета 4×10 км          | Андреас Веэрпалу Алго Кярп Карел Таммъярв Райдо Рянкель | 1:38:21,7 26:17,7 26:28,8 22:06,5 23:28,7 | 12 13 12 | +5:16,8 +1:36,8 +3:27,7 +3:42,4 +5:16,8 |

Спринт
| Соревнование     | Спортсмены                 | Квалификация  | Квалификация  | Четвертьфинал        | Четвертьфинал        | Четвертьфинал        | Полуфинал            | Полуфинал            | Полуфинал            | Финал                 | Финал                 | Итоговое место |
| Соревнование     | Спортсмены                 | Результат     | Место         | Заезд                | Результат            | Место                | Заезд                | Результат            | Место                | Результат             | Место                 | Итоговое место |
| ---------------- | -------------------------- | ------------- | ------------- | -------------------- | -------------------- | -------------------- | -------------------- | -------------------- | -------------------- | --------------------- | --------------------- | -------------- |
| спринт           | Марко Кильп                | 3:15,05       | 15 Q          | 2                    | 3:12,00              | 4                    | завершил выступление | завершил выступление | завершил выступление | завершил выступление  | завершил выступление  | 18             |
| спринт           | Райдо Рянкель              | 3:17,88       | 31            | завершил выступление | завершил выступление | завершил выступление | завершил выступление | завершил выступление | завершил выступление | завершил выступление  | завершил выступление  | 31             |
| спринт           | Карел Таммъярв             | 3:22,68       | 52            | завершил выступление | завершил выступление | завершил выступление | завершил выступление | завершил выступление | завершил выступление | завершил выступление  | завершил выступление  | 52             |
| командный спринт | Марко Кильп Карел Таммъярв | не проводится | не проводится | не проводится        | не проводится        | не проводится        | 1                    | 16:30,30             | 9                    | завершили выступление | завершили выступление | 17             |

Женщины
Дистанционные гонки
| Соревнование              | Спортсмены      | Результат | Место | Отставание |
| ------------------------- | --------------- | --------- | ----- | ---------- |
| 10 км свободным стилем    | Татьяна Маннима | 28:37,0   | 50    | +3:36,5    |
| скиатлон 7,5+7,5 км       | Татьяна Маннима | 46:41,7   | 56    | +5:56,8    |
| 30 км классическим стилем | Татьяна Маннима | 1:34:27,7 | 28    | +12:10,1   |

Спринт
| Соревнование | Спортсмены      | Квалификация | Квалификация | Четвертьфинал         | Четвертьфинал         | Четвертьфинал         | Полуфинал             | Полуфинал             | Полуфинал             | Финал                 | Финал                 | Итоговое место |
| Соревнование | Спортсмены      | Результат    | Место        | Заезд                 | Результат             | Место                 | Заезд                 | Результат             | Место                 | Результат             | Место                 | Итоговое место |
| ------------ | --------------- | ------------ | ------------ | --------------------- | --------------------- | --------------------- | --------------------- | --------------------- | --------------------- | --------------------- | --------------------- | -------------- |
| спринт       | Татьяна Маннима | 3:28,57      | 39           | завершила выступление | завершила выступление | завершила выступление | завершила выступление | завершила выступление | завершила выступление | завершила выступление | завершила выступление | 39             |

#### Прыжки на лыжах с трамплина
Квалификация спортсменов для участия в Олимпийских играх осуществлялась на основании специального квалификационного рейтинга FIS по состоянию на 21 января 2018 года. По итогам квалификационного отбора сборная Эстонии завоевала одну олимпийскую лицензию, а после перераспределения квот получила ещё две.
Мужчины
| Соревнование        | Спортсмены    | Квалификация | Квалификация | Финал                | Финал                | Финал                | Финал                | Финал                | Финал                | Итоговое место |
| Соревнование        | Спортсмены    | Результат    | Место        | 1 прыжок             | 1 прыжок             | 2 прыжок             | 2 прыжок             | Всего                | Место                | Итоговое место |
| Соревнование        | Спортсмены    | Результат    | Место        | Результат            | Место                | Результат            | Место                | Всего                | Место                | Итоговое место |
| ------------------- | ------------- | ------------ | ------------ | -------------------- | -------------------- | -------------------- | -------------------- | -------------------- | -------------------- | -------------- |
| нормальный трамплин | Мартти Нымме  | 88,2         | 48 Q         | 73,8                 | 47                   | завершил выступление | завершил выступление | завершил выступление | завершил выступление | 47             |
| нормальный трамплин | Артти Айгро   | 80,0         | 55           | завершил выступление | завершил выступление | завершил выступление | завершил выступление | завершил выступление | завершил выступление | 55             |
| нормальный трамплин | Кевин Мальцев | 74,2         | 56           | завершил выступление | завершил выступление | завершил выступление | завершил выступление | завершил выступление | завершил выступление | 56             |
| большой трамплин    | Мартти Нымме  | 77,2         | 44 Q         | 96,5                 | 43                   | завершил выступление | завершил выступление | завершил выступление | завершил выступление | 43             |
| большой трамплин    | Артти Айгро   | 86,8         | 39 Q         | 79,4                 | 48                   | завершил выступление | завершил выступление | завершил выступление | завершил выступление | 48             |
| большой трамплин    | Кевин Мальцев | DSQ          | DSQ          | завершил выступление | завершил выступление | завершил выступление | завершил выступление | завершил выступление | завершил выступление | —              |